# The Comeback Trail
The Comeback Trail is een comedy uit 1982 van regisseur Harry Hurwitz met Buster Crabbe (in diens laatste rol) en Chuck McCann in de hoofdrol. De film bevat meerdere cameos van mensen die zichzelf spelen, zoals Hugh Hefner. De film werd volledig gefilmd in New Mexico.

## Verhaal
Twee filmproducenten, Eastman (Robert Staats) en Kodac (McCann), besluiten een Western te maken met een oude acteur (Crabbe) in de hoofdrol met in hun achterhoofd het idee dat wanneer hij zal overlijden, zij het geld van de verzekering kunnen opstrijken. 

## Rolverdeling
| Acteur        | Personage        |
| ------------- | ---------------- |
| Chuck McCann  | Enrico Kodac     |
| Buster Crabbe | Duke Montana     |
| Robert Staats | E. Eddie Eastman |
| Ina Balin     | Julie Thomas     |
| Jára Kohout   | German Producer  |